# Rémy Absille
Rémy Absille o Absile (Parigi, ... – ...; fl. XVIII secolo) è stato uno scultore francese.

## Biografia
Fu membro dell'Académie de Saint-Luc dal 17 ottobre 1752 fino alla chiusura dell'istituzione nel 1776. Tra il 1753 e il 1770 partecipò alla decorazione dell'Opéra reale di Versailles e di altre parti della reggia.